# Serge Chaloff
Serge Chaloff (ur. 24 listopada 1923 w Bostonie, zm. 16 lipca 1957 tamże) – amerykański saksofonista jazzowy, kompozytor i aranżer. Jeden z pierwszych bebopowych saksofonistów barytonowych.

## Życiorys
Pochodził z rosyjsko–żydowskiej rodziny muzyków. Jego ojciec, Julius Louis, był pianistą w Bostońskiej Orkiestrze Symfonicznej oraz kompozytorem. Matka zaś, Margaret z d. Stedman, prowadziła klasę fortepianu w The New England Conservatory of Music (NEC). Była powszechnie znana jako madame Chaloff. Jej wychowankami byli m.in. Keith Jarrett, George Wein, George Shearing, Herbie Hancock, Ran Blake, Leonard Bernstein, Dick Twardzik i Chick Corea. Miał starszego brata – Richarda.
Od szóstego roku życia uczył się pod okiem matki gry na fortepianie. Jednocześnie pobierał lekcje klarnetu u Manuela Valerio z Bostońskiej Orkiestry Symfonicznej. W wieku dwunastu lat usłyszał Harry’ego Carneya, barytonistę w orkiestrze Duke’a Ellingtona i rozpoczął samodzielną naukę gry na saksofonie barytonowym. Kto niby miał mnie uczyć? Przecież nie mogłem gonić Carneya po całym kraju – powiedział później w wywiadzie z Leonardem Featherem. Jego drugim wzorem był Jack Washington, barytonista z big-bandu Counta Basiego. Sam jednak nie naśladował gry żadnego z nich. Jego brat, Richard, mawiał, że Serge potrafił grać na barytonie tak jak na tenorze, był perfekcjonistą, miał bardzo zręczne palce i wypracował własny styl.
Od czternastego roku życia grał w Izzy Ort’s Bar & Grille, słynnym bostońskim lokalu przy Essex Street. Richard Chaloff wspominał: Nie miał pozwolenia na pracę, ale był dość wysoki, więc poszedł do Izzy’ego Orta i ten go zatrudnił na nocne granie. Izzy lubił saksofon... W niedziele nasza mama modliła się w kościele, żeby mu się nie udało. Tymczasem mój brat czternasto, piętnastolatek grał z muzykami po trzydziestce i czterdziestce, i radził sobie tak dobrze, że go nie odprawili.
W 1939, mając szesnaście lat, dołączył do zespołu Tommy’ego Reynoldsa, grając na saksofonie tenorowym. Następnie do 1944 grał już głównie na barytonie w orkiestrach Dicka Rogersa, Shepa Fieldsa i Iny Ray Hutton. W lipcu 1944 wszedł w skład big-bandu Boyda Raeburna. Grał w nim ze współtwórcą bebopu, trębaczem Dizzym Gillespiem i saksofonistą Alem Cohnem, z którym połączyła go przyjaźń na całe życie. Wraz z Raeburnem dokonał w styczniu 1945 swoich pierwszych nagrań. Zarejestrował m.in. utwór A Night in Tunisia (Interlude) Gillespiego, w którego początkowej części słychać jego saksofon. W tym czasie poznał kolejnego współtwórcę bebopu, saksofonistę altowego Charliego Parkera, który wywarł na niego wielki wpływ. Spędzał z nim wiele czasu w klubach Nowego Jorku w otoczeniu czołowych muzyków bebopowych.
Po zakończeniu pod koniec 1945 pracy u Raeburna grał w orkiestrach Georgiego Aulda i Tommy’ego Dorseya, w której zyskał miano „pierwszego solisty bebopowego w kategorii saksofonu barytonowego”. W 1946 występował w mniejszych zespołach: trębaczy Sonny’ego Bermana i Reda Rodneya, puzonisty Billa Harrisa i pianisty Ralpha Burnsa. Następnie założył The Serge Chaloff Sextet, z którym w wytwórni Savoy nagrał cztery utwory. Trzy z nich sam skomponował i zaaranżował.
W 1947 został członkiem big-bandu The Second Herd Woody’ego Hermana. Orkiestra była nazywana również The Four Brothers Band, za sprawą sekcji saksofonowej – Serge Chaloff, Stan Getz, Zoot Sims, Herbie Steward, a wkrótce Al Cohn – wykonującej utwór Jimmy’ego Giuffrego The Four Brothers oraz nagrywającej na własne konto. Był czołowym solistą The Second Herd zarówno na scenie, jak płytach.
W 1947 uzależnił się od heroiny. Brał najwięcej spośród członków orkiestry Hermana, był też jej głównym „aptekarzem”, gdyż dostarczał kolegom narkotyki, często dystrybuując je za zasłoną z koca z tyłu jadącego autokaru. Wciągnął w nałóg wielu muzyków. Oskarżano go także o doprowadzenie do śmierci spowodowanej heroiną 21-letniego ww. Bermana. Ponadto popadł także w alkoholizm. Jego postępowanie wywoływało ostre spięcia między nim a Hermanem. W rezultacie w 1949 bandlider rozwiązał The Second Herd, zmieniając ją w mniejszy zespół. Nawet sobie nie wyobrażacie, jak wspaniale jest widzieć moją nową grupę, w której nikt nie śpi, ani nie zaśnie w środku utworu, i wszyscy są trzeźwi – powiedział w 1950 miesięcznikowi jazzowemu „DownBeat”.
Po rozstaniu z Hermanem zamieszkał w Nowym Jorku. Jednak ze względu na swój heroinizm i związane z nim zachowania (m.in. opuszczanie pracy lub stawianie się w niej w stanie uniemożliwiającym grę) był uznawany przez środowisko jazzowe za persona non grata i praktycznie nie mógł znaleźć angażu. Mimo to zdołał założyć zespół z pianistą Budem Powellem i puzonistą Earlem Swope. Przez kilka miesięcy 1950 grał w All Star Octet pianisty Counta Basiego, który podobnie jak Herman rozwiązał swój big-band. Oprócz niego i Basiego w skład zespołu wchodzili także saksofonista Wardell Gray, klarnecista Buddy DeFranco, trębacz Clark Terry, gitarzysta Freddie Green, kontrabasista Jimmy Lewis i perkusista Gus Johnson. Następnie wrócił do Bostonu, gdzie grał w małych grupach w klubach, takich jak High Hat, Petty Lounge i Red Fox Cafe. Jego występy klubowe, łącznie z transmitowanym przez rozgłośnię WRIV koncertem w Celebrity Club w Providence na Rhode Island były rejestrowane. Wybrane utwory zostały wydane po latach na płycie CD, zatytułowanej Boston 1950. Gra w małych grupach dała mu przestrzeń do rozwinięcia nowego stylu. W 1951 powiedział: Odrzucam nic nieznaczące fajerwerki, które do tej pory cechowały moją grę, którą teraz wzbogacam o kolor i większą elastyczność. Al Cohn stwierdził: Dopiero kiedy Serge opuścił duże zespoły, tak naprawdę zaczął rozwijać się jako solista.
Stał się gwiazdą saksofonu barytonowego. Jako przedstawiciel tego instrumentu w latach 1949–1953 plasował się na czołowych miejscach w dorocznych plebiscytach pism „DownBeat” i „Metronome”. Niestety narkotyki i alkohol przeszkadzały mu w utrzymaniu stałej pracy. Wyniszczony i bez pieniędzy, które w całości przeznaczał na używki, zaprzestał grania od 1952 do końca 1953. U schyłku 1953 pomocną dłoń wyciągnął do niego bostoński prezenter radiowy Bob „The Robin” Martin i zaproponował, że zostanie jego menadżerem. Z jego pomocą stopniowo zaczął powracać do pracy. Wystąpił w słynnym programie telewizyjnym „The Steve Allen Show” oraz sformowawszy zespół, grał w miejscowych klubach Jazzorama i należącym do pianisty i promotora muzycznego Georga Weina – Storyville. Najczęściej towarzyszyli mu alciści Boots Mussulli i Charlie Mariano, trębacz Herb Pomeroy oraz pianista Dick Twardzik. Nie pracował dużo – opowiadał Martin – miał złą opinię. Zawsze trzeba było kogoś przekonać, żeby dano mu szansę na grę. Gdy miał już załatwiony angaż w klubie lub hotelu, przeważnie wszystko schrzaniał, nie pojawiając się w pracy. Kiedy jednak przychodził na występ i grał, było fantastycznie.
W 1954 nagrał dwie udane płyty dla wytwórni Storyville, której właścicielem był także Wein. W połowie października tego samego roku, miesiąc po zakończeniu drugiej sesji nagraniowej w Storyville, nie mając pieniędzy i nie mogąc zdobyć heroiny, dobrowolnie zgłosił się do programu odwykowego w szpitalu stanowym Bridgewater. W lutym 1953 po trzech i pół miesiącach leczenia wyszedł ze szpitala, uwolniony od narkotyków.
W 1956 wyjechał do Los Angeles, gdzie nagrał swój najlepszy album, pt. Blue Serge. W składzie jego kwartetu znajdowali się także: pianista Sonny Clark, kontrabasista Leroy Vinnegar i perkusista Philly Joe Jones. Pozostał na Zachodnim Wybrzeżu, gdzie kontynuował pracę, występując m.in. w klubie Starlite w Hollywood. W maju 1956, podczas gry w golfa, doznał silnych bólów pleców i brzucha, które uniemożliwiły mu chodzenie. Następnie przewieziono go samolotem do Bostonu. W szpitalu Massachusetts General (MGH) zdiagnozowano u niego nowotwór kręgosłupa. Mimo przebytej operacji oraz rozszerzonej, intensywnej i wyczerpującej terapii radiologicznej, jego stan uległ tylko niewielkiej poprawie i wkrótce pojawiły się przerzuty raka.
Przykuty do wózka inwalidzkiego sporadycznie występował i nagrywał. Często także sięgał po alkohol, również w szpitalu. W styczniu 1957 zrealizował swoją ostatnią płytę, pt. Herb–Al–Zoot–Serge – The Four Brothers .... Together Again!. Natomiast w maju zagrał kilka koncertów w klubie The Stable, niedokończonych z braku sił.
15 lipca, będąc już w ciężkim stanie, został przyjęty do szpitala MGH. Zabrał ze sobą saksofon i ulubione zwierzątko – kinkażu, które dostał od matki „dla towarzystwa”. Powiedziano mi – wspominał Richard Chaloff – że zawieziono go do pustej sali operacyjnej, żeby mógł poćwiczyć. To był jego ostatni koncert, jego ostatni występ publiczny. (...) Pielęgniarki, lekarze, a nawet pacjenci stali na zewnątrz i słuchali jego barytonu. Do końca walczył z chorobą. Matka stale mu powtarzała: „Dasz radę!” Zmarł nazajutrz wskutek następstw wywołanych nowotworem. Miał 33 lata. Został pochowany na cmentarzu Forrest Hill w bostońskiej dzielnicy Jamaica Plain.

## Wybrana dyskografia
- 1954 George Wein Presents – Serge Chaloff and Boots Mussulli featuring Russ Freeman (Storyville)
- 1955
  - Serge Chaloff Plays the Fable of Mabel (Storyville)
  - Boston Blow-Up! (Capitol)
- 1956 Blue Serge (Capitol)
- 1957 Herb–Al–Zoot–Serge – The Four Brothers .... Together Again! (RCA)
- 1981 Serge Chaloff (Fabbri Editori)
- 1993 The Complete Serge Chaloff Sessions (Mosaic Records)
- 1994 Serge Chaloff – Boston 1950 (Uptown Records)

Zestawienie wg dat wydania płyt

## Upamiętnienie
W 1998 nakładem Scarecrow Press ukazała się książka pt. Serge Chaloff – A Musical Biography and Discography (ISBN 978-0810833968). Jej autorem jest Vladimir Simosko, kanadyjski muzyk, bibliotekarz i kustosz jazzowych zbiorów uniwersyteckich, oraz publicysta muzyczny.